# Papa revient demain

Papa revient demain est une série télévisée française produite en 1996-1997. et diffusée du 24 février 1997 au 11 avril 1997 sur TF1.
La série s'arrête le 11 avril 1997 à l'issue de l'épisode 34. L'intégralité des épisodes est ensuite diffusée tôt dans la matinée entre 1999 et 2001.

## Synopsis
David, Romane et Max se retrouvent du jour au lendemain sans leurs parents, chacun d'eux étant parti en pensant laisser les trois enfants à l'autre.

## Distribution
- Olivier Mazan : David
- Anouck Hautbois] : Romane
- Guinal Barthélémy : Max
- Aurélie Mériel : Sarah
- Delphine Chanéac : Fanny

## Épisodes
1. Vive la liberté
2. Le faux pas de David
3. Fugues à domicile
4. Chouboudou
5. Jean Do
6. Jeunes mariés
7. Elle voit des bébés partout
8. Permis de mentir
9. Décollage immédiat
10. La maison Plaisance en faillite
11. Le nouveau voisin
12. L'anniversaire de Romane
13. Mauvais jumelage
14. L'oncle d'Amérique
15. La chambre des parents
16. Week end à Londres
17. Retour de Londres
18. Conseil d'amies
19. Une heure de réflexion
20. Copines d'enfance
21. Plumes et paillettes
22. Musique
23. Top secret
24. Piège pour un séducteur
25. L'amour en pianotant
26. Chagrins d'amour
27. Dîner de star
28. Vivre ensemble
29. Révolution culturelle
30. L'usurpateur
31. Valérie sur pilotis
32. V'la le plombier
33. Top models
34. Le flirt
35. L'appel des cimes
36. Le retour de Claire
37. Vacances vertes
38. Vu et entendu
39. Pari capital
40. La métamorphose
41. Chœur à cœur
42. Histoire à dormir debout
43. Photos de famille
44. Salut l'artiste
45. Ciao l'artiste
46. L'âge de faire la fête
47. D'une pierre deux coups
48. Où est passée Romane
49. Une absence remarquée
50. Leçon de jalousie
51. Trois cœurs à prendre
52. Un cœur à l'envers